# Demonax olemehli
Demonax olemehli är en skalbaggsart som beskrevs av Holzschuh 1989. Demonax olemehli ingår i släktet Demonax och familjen långhorningar.
Artens utbredningsområde är Sri Lanka. Inga underarter finns listade i Catalogue of Life.